# 送粉シンドローム

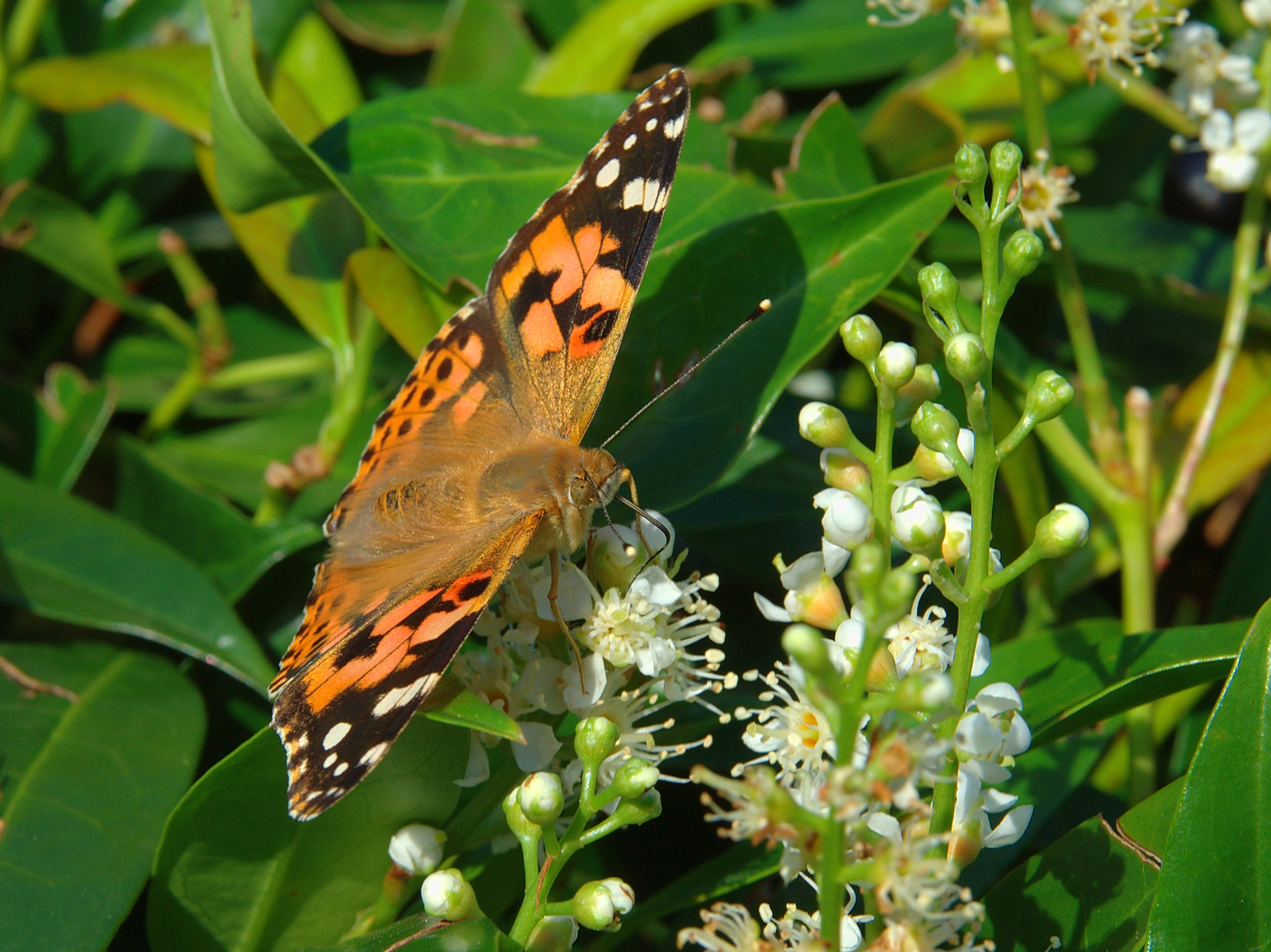
吸蜜するヒメアカタテハ (Vanessa cardui)

送粉シンドローム（そうふんシンドローム、英語:pollination syndrome）は、受粉（送粉）様式に合わせて特化した花の特徴（形質群）である。一般的には動物媒花の送粉者の種類ごとに分類するが、風媒花・水媒花にも特有の送粉シンドロームがある。それらの形質には、花の形・大きさ・色、受粉媒介行動への報酬（花蜜または花粉・それらの量や成分）および受粉時期などがある。例えば、筒状の赤い花と多量の蜜は鳥を引きつけ、異臭を放つ花はハエを引きつける。
これらの送粉シンドロームは、類似した選択圧に対応した収斂進化の結果であり、送粉者と植物の共進化の産物である。

## 風媒と水媒の送粉シンドローム
非生物的な花粉媒介が起きる風媒花と水媒花は、送粉者を引き寄せることはないが、それぞれの受粉様式で共通した送粉シンドロームを持つ。

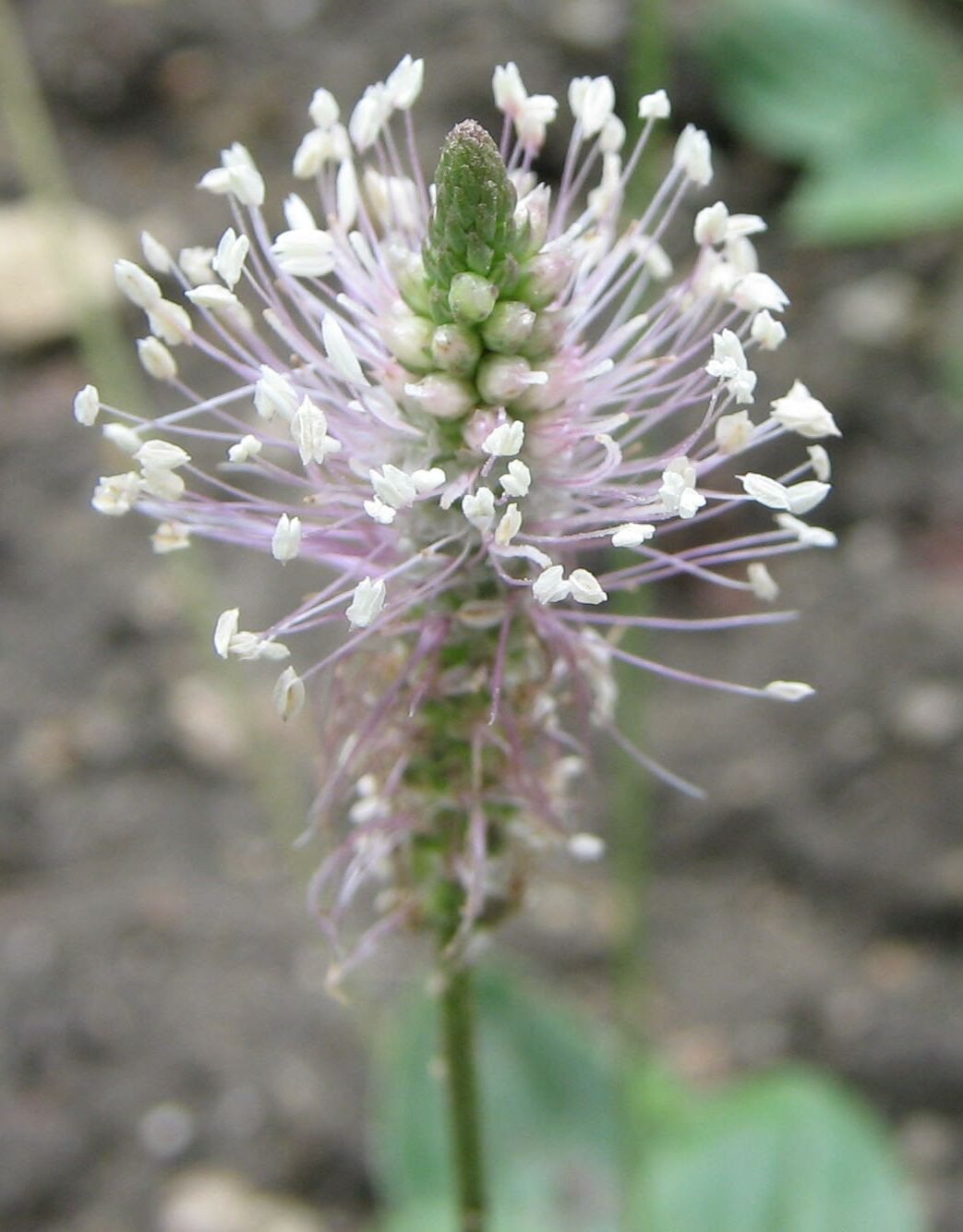
風媒あるいは虫媒受粉をするオオバコ属植物(Plantago media)の花

### 風媒
風媒花は小さく目立つことがなく、色も緑など派手ではない傾向があり、小さな粘着力が低い花粉粒を大量につける。花粉粒を捕えるために、小形の花ながら比較的に大きな羽状の柱頭を持つ。彼らは多様性が少ない群落に生育し、その群落では比較的に背丈の高い植物種である。花粉を集めるために昆虫が花を訪れることもあるが、効果的な送粉者ではなく、選択圧にもほとんど寄与しない。

### 水媒
水媒花は小さく目立つことなく、大量の花粉粒をつけ、花粉を捕らえる大きな羽状の柱頭を持つ。水媒は水中花をつける植物に見られ、それ以外の水面より高い位置で花をつける水生植物の多くは虫媒受粉であることが多い。

## 動物媒の送粉シンドローム
以下、送粉者となる昆虫類および脊椎動物の種類別に送粉シンドロームを記述する。

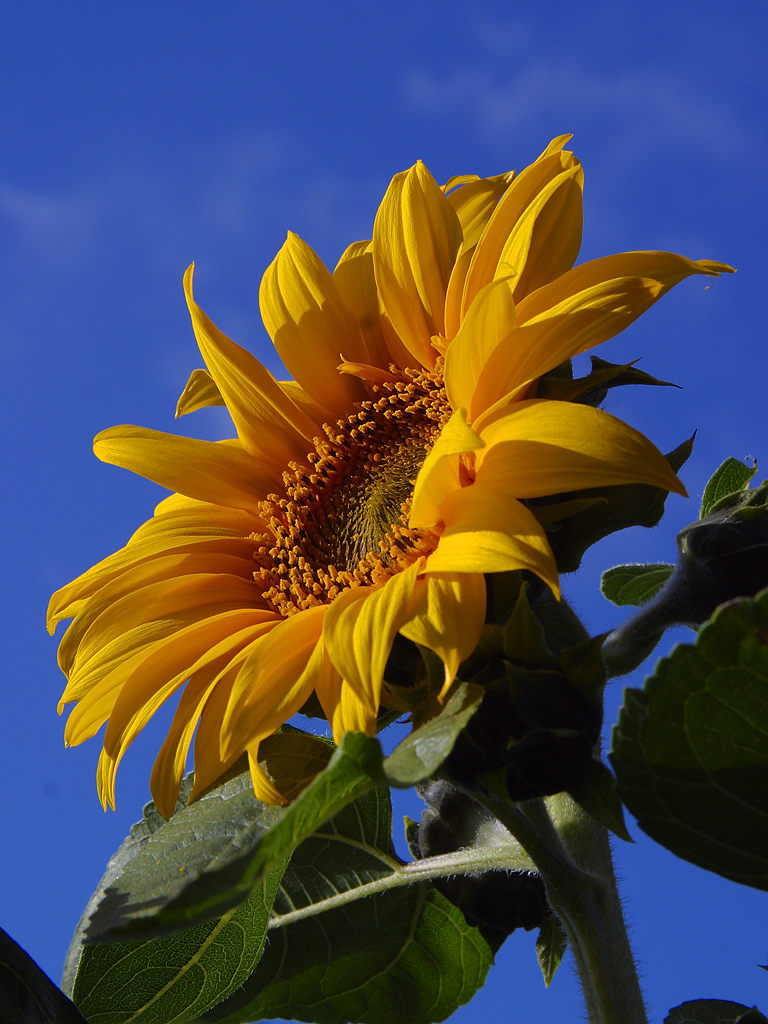
ハナバチとチョウによって送粉される花：ヒマワリ

### ハナバチ媒
ハナバチ媒花は次の2種類に大別される傾向にある。
- 目立つ、開いたボウル状（鉢状）で、比較的に特殊化していない花 - ヒマワリ ・野生のバラなど
- 目立つ、複雑な、非放射状の対称形で、より特殊化した花 - エンドウ・ジギタリスなど

ハナバチ媒花は白色・黄色・青色である傾向があり、しばしば紫外線領域の蜜標を持ち、香りを放っている。花蜜の糖分はショ糖が主体である。
ハナバチはミツバチ・マルハナバチほかなど多様なハチを含む大きなグループであり、それらは体長・口吻の長さ・行動（単独性と社会性）が全く異なっている。したがってハナバチ全体を総括するのは難しい。

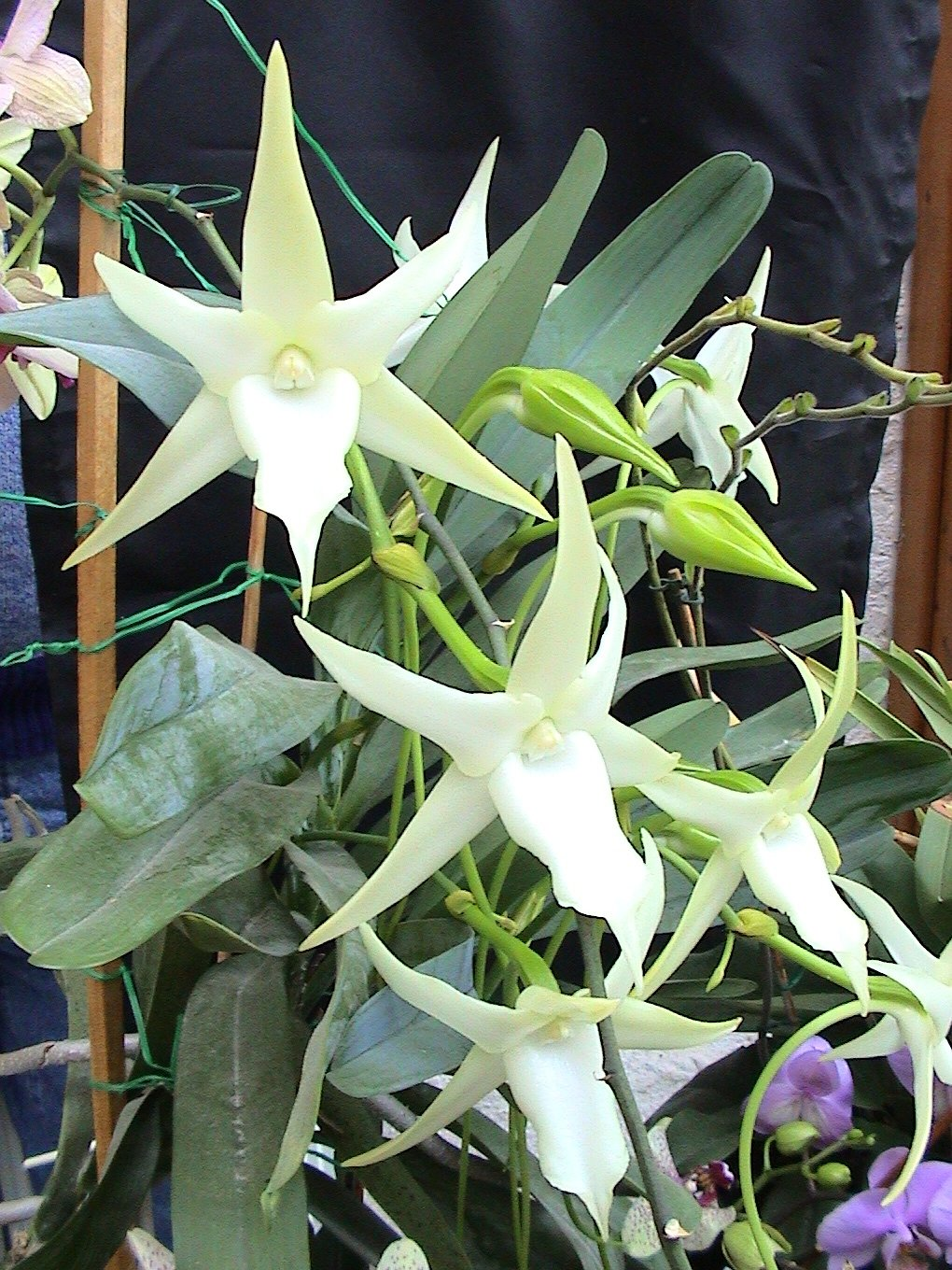
スズメガ媒花のラン科植物Angraecum sesquipedale
19世紀当時には、この植物の送粉者は知られていなかった。ダーウィンは1862年の著書『蘭の受精』中で「このランの送粉に対応したガが自然選択されている」と予想した。そのガは1903年に発見されキサントパンスズメガと命名された。

### チョウ媒
チョウ媒花は大きく目立ち、赤系統色もしくは薄紫色である傾向があり、しばしば外側に広がった花弁を持っていて、通常は香りがする。ほとんどのチョウが花粉を消化しないので、チョウ媒花の多くは花粉よりも花蜜を提供する。通常は蜜腺の近くに細い管もしくは距で隠された簡単な蜜標が花にあり、チョウは長い口吻で蜜を吸い取る。

### ガ媒
ガの中でも重要な送粉者はスズメガである。スズメガの行動はハチドリに似ており、花の正面で素早く羽ばたき停止飛翔（ホバリング）する。
ガの多くは薄明活動性（薄明性）もしくは夜間活動性（夜行性）である。ガ媒花の多くは、白っぽく、夜間開花し、管状の花冠で大きく目立ち、夕方から朝にかけて作られる強く甘い香りをさせる傾向がある。スズメガ媒花は、スズメガの飛翔に必要な高い代謝効率を支えるため、大量の蜜を作る。
ヤガなどの他のガは、ゆっくり飛び花弁に降りて吸蜜する。彼らは停止飛翔するスズメガほど多くの花蜜を必要としない。それらのガ媒花は、（ガが頭花に複数が停まるかもしれないが）スズメガ媒花より小さい傾向がある。

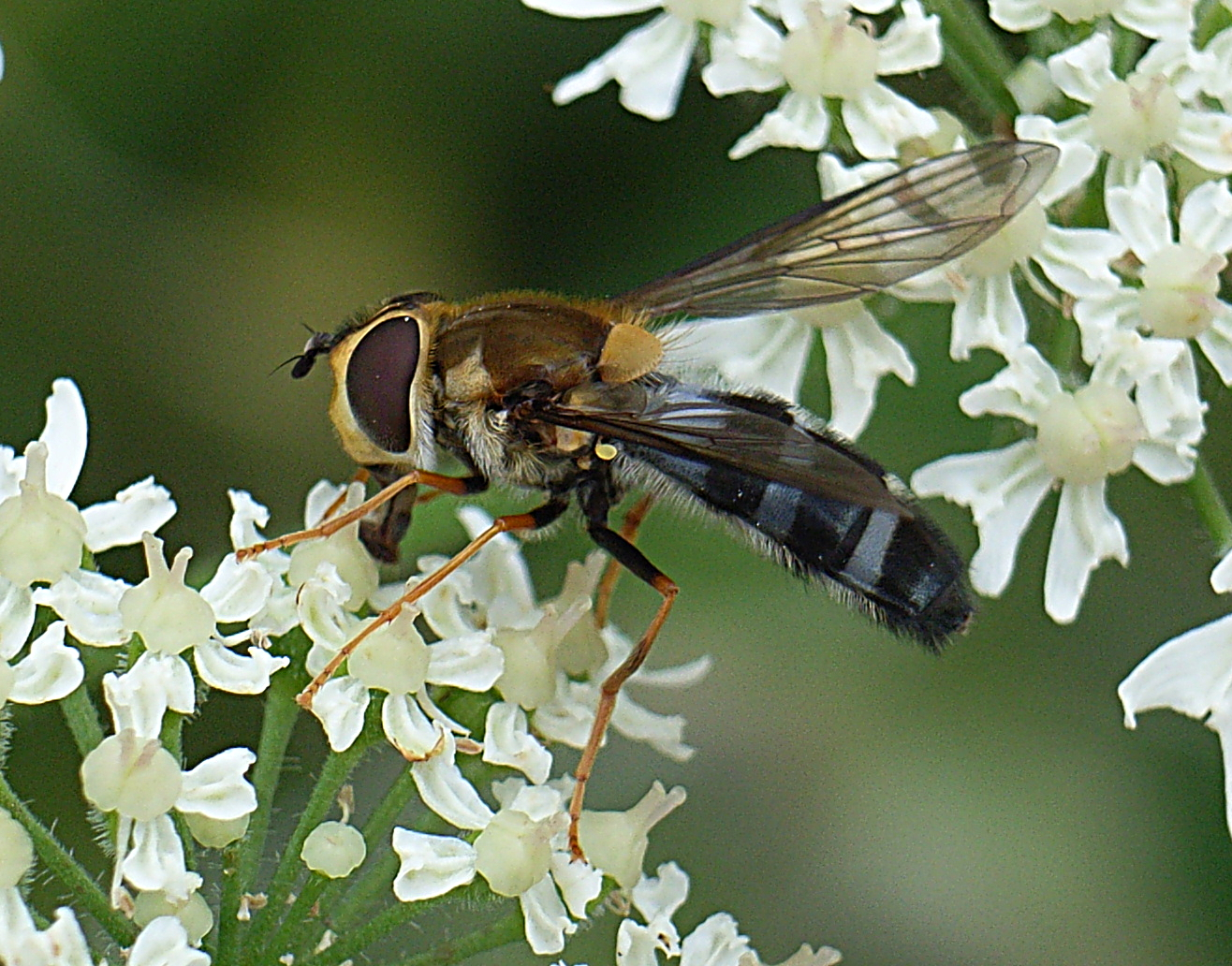
訪花するハナアブの一種 Leucozona glaucia

### ハエ媒およびアブ媒
双翅目（ハエ・アブなど）による送粉には、"myophily"（仮意訳:双翅目媒）および"sapromyophily"（仮意訳:腐生双翅目媒）の2種類がある。
myophily
双翅目成虫の食性は多様性に富み、ツリアブ・ハナアブなどは花粉食・蜜食のために花を訪れる。またある種のミバエの雄は、花蜜を作らないランが作る特殊な花の化学物質（ハエの性フェロモンの前駆体または効能促進物質）に誘引される。このように花の持つ花粉・花蜜・化学物質（香り）に誘引される場合を、myophilyに分類する。Myophilous（仮意訳:双翅目媒性）植物は強烈な異臭を持つ傾向はなく、紫・すみれ色・青・白の花色を持ち、開いた皿状もしくは筒状を持つ傾向がある。
sapromyophily
双翅目には動物遺体や糞（デトリタス）を餌とするハエも多く含まれる。それらのハエは異臭を放つものに似た香りの花に誘引される。報酬がない場合、ハエはすぐにその花から離れるが、離れるのを遅くする罠を持った花もある。そういった花は、強烈で不快な匂いを持って、茶色またはオレンジ色をしている。それらは sapromyophilous（仮意訳:腐生双翅目媒性）植物と呼ばれ、 myophilous植物ほどは一般的ではない。
双翅目昆虫は多くの異なった食料源を利用しており、送粉活動は頻度が低く不安定である。しかしながら、年間を通した各種の双翅目昆虫の存在と、その圧倒的な生息数は、双翅目昆虫が多くの植物にとって重要な送粉者である要因になっている。
他の昆虫類の種類が少なく双翅目昆虫が比較的に多くなる寒冷な状態（高山・高緯度地域、晩秋から早春）では、双翅目昆虫は重要な送粉者である。

### 甲虫媒
甲虫媒花は、通常大きく、緑色・灰色・黄色がかった白っぽい色で、無臭から強い香りの花まである。香りは、香辛料臭・果物臭・腐敗物臭などと似ている傾向がある。甲虫媒花は、花粉に接しやすいように平たい形か皿状であり、甲虫をより長く留めるようなトラップを持つ場合もある。胚珠は通常、甲虫の刺すような口器から、充分に保護されている。南アフリカや南カリフォルニアといった半砂漠気候地帯では、甲虫類は特に重要な送粉者ではないかと推定されている。日本ではラン科のタカネトンボだけが甲虫媒として知られている。

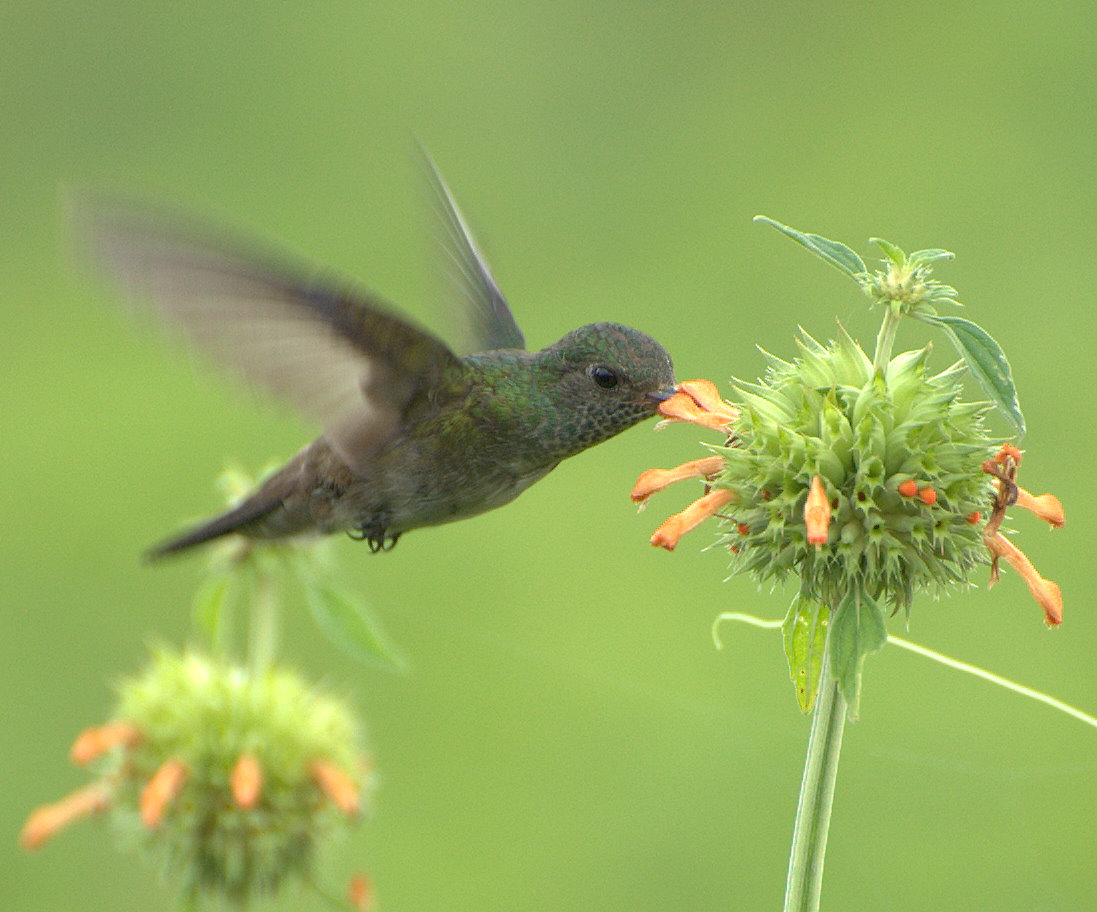
吸蜜するハチドリの一種Hylocharis cyanus

### 鳥媒
鳥類による送粉は世界各地で観察され、それらの鳥としてハチドリ・タイヨウチョウ・ハナドリ・ミツスイ・ミツドリ・マミジロミツドリ・ヒインコ・インコなどが挙げられる。ハチドリ科は蜜食に非常に特化した最古の鳥類グループである。花の正面でホバリングできるハチドリを誘引する花は、大きく、赤もしくはオレンジ色の筒状で、日中は隠されている大量の薄い花蜜を持つ傾向がある。鳥は香りに強く反応しないので、鳥媒花は無臭の傾向がある。花にとまる鳥は着陸領域を必要とするので、タイヨウチョウ・ミツスイに送粉される花は筒状でないこともある。また、ヨーロッパには鳥媒植物は自生していない。

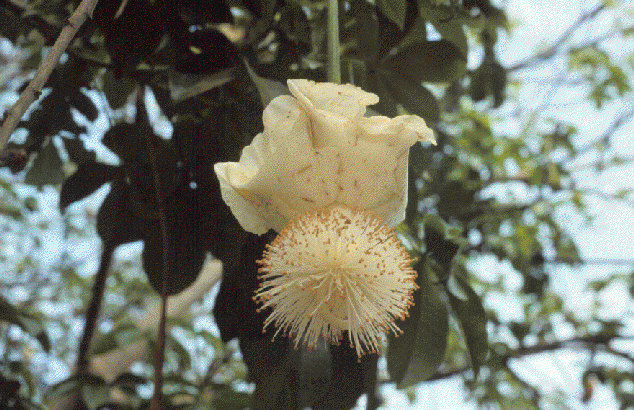
コウモリ媒花：アフリカバオバブ

### コウモリ媒
コウモリ媒花は、大きく目立ち、白色か薄い色をしており、夜に開花し、強烈な匂いを持つ傾向がある。それらはしばしば大きい鐘状である。コウモリの吸蜜に対して、一般的にはコウモリ媒花は長時間に渡って花蜜を提供する。コウモリは視覚・嗅覚・聴覚（反響定位）を最初に用いて花を探し出し、優れた空間記憶能力を使って繰り返し訪花する。2003年にはコウモリが反響定位で蜜提供花を同定することが示された。いわゆる新世界ではコウモリ媒花はしばしば硫黄臭がするが、これは世界の他の地域では当てはまらない。コウモリ媒花植物の花粉は近縁植物種よりも大きい傾向がある。

## 生物学的考察
送粉シンドロームは、植物を訪れる送粉者の種の数を制限する表現型の方へ収斂進化している。それは受粉に関して植物の特殊化をもたらす。この傾向は、送粉対象が多い送粉者によってもたらされる一般的な選択圧に対する反応であり、形質の間で相関を作り出す。たとえば、もし二つの遠縁の植物種が共に夜行性のガによって送粉されるならば、最も魅力的な形質が最多の子孫を生むので、それらの花はガに最も魅力的な形質（つまり淡い色・甘い香り・ 距の奥で分泌される花蜜・夜間開花など）に収斂する。
以下に、送粉者と植物の相互関係が、特殊化している場合と一般化している場合について、それぞれの利点を述べる。

### 特殊化の利点
受粉の効率
送粉者への報酬、一般に花蜜・花粉または両方、時としては精油・香り成分・蝋などを生産するには、植物にとって負担がかかる。花粉は比較的多くの窒素化合物を含むため負担が多く、花蜜はそれよりも負担が少ない。植物は最小限の報酬で最大の花粉媒介を求める。大きさ・体形・行動に応じて送粉者の送粉効率は異なり、花の特徴は受粉効率に影響を及ぼす。オダマキの花に改変を加えてスズメガに提供する実験では、花の向き・形・色が訪問率または花粉運搬に影響を及ぼすことが判明した。 
送粉者の恒常性

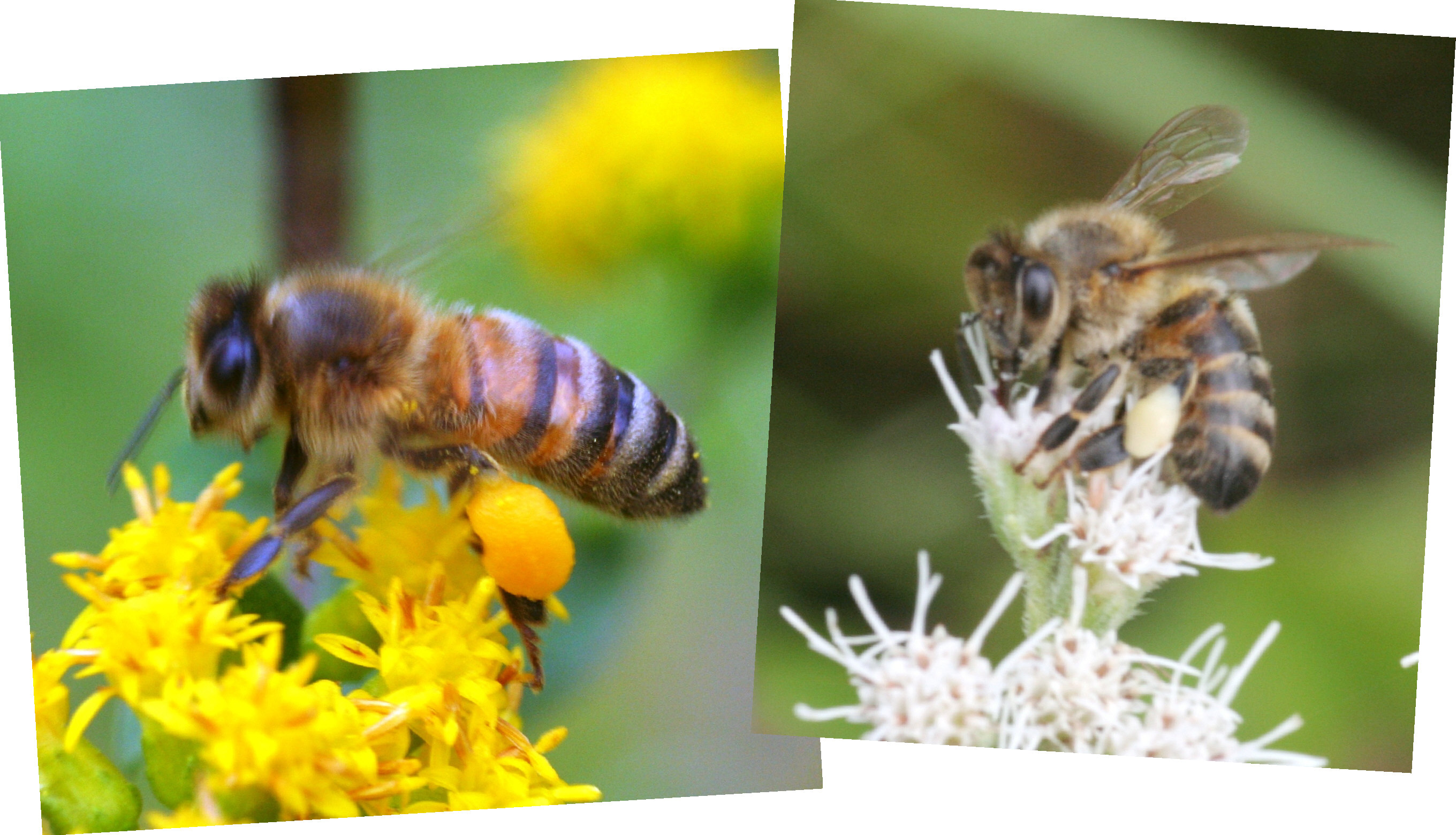
送粉者の恒常性: 同じ時間と同じ場所で行動する2頭のハチが、それぞれ選択的に一つの種の花だけを訪れる。

効率的に送粉を行うためには、他の植物を無視して一つの植物種のみに送粉者が集中することが、その植物種にとっては最良である。そうでない場合は、花粉は無駄に他の植物種の柱頭についてしまう。動物にとっては当然のことながら、送粉は目的ではなく、可能な限り速く餌を集めているに過ぎない。しかしながら多くの送粉者は、利用可能な別の花を無視して一つの植物種の花を訪れる恒常性を示す。なぜ動物は、別種の次の花への移動よりむしろ特定の植物種を専門としなければならないのであろうか? 送粉者の恒常性はアリストテレスも認識していたが、動物とっての利益は完全には判明していない。最も一般的な仮説は、「送粉者が特定の種類の花を取り扱うことを学習する必要があり、送粉者が異なる種類の植物について学ぶ能力には上限がある」というものである。すなわち、「送粉者が効率的に報酬を得ることができるのは1種類の花からだけである」と言う仮説である。

### 一般化の利点
送粉者の個体数や行動活性は植物とは独立に変動し、ある1動物種はある年には送粉に失敗するかもしれない。したがって植物は、毎年の送粉者を確実にするために、数種あるいは数通りの送粉者を引き寄せることができれば、有利になる。多くの植物種では、もし自家不和合性でないときには、自家受粉をバックアップ・オプションとしている。

## 送粉シンドロームへの批判
ある特定の1種類の送粉者よってのみ送粉が行われる植物は、その種類の送粉シンドロームに適合している場合が多い。しかしながら、複数の送粉者たちが訪れる植物も多数観察されているために、送粉シンドロームという概念に対して批判が続いている。
送粉シンドロームに寄せられた批判は、この概念の再構築につながった。第一には、送粉者を分類群のみに基づいて分けるのではなく、送粉に関する機能で分ける必要があることが明確になった。例えば、「どのように花粉と花蜜を集めるか」、「どのように花を見つけるか」である。機能で分けた送粉者のグループは、類似した選択圧を与える多くの生物種を含む。第二に明らかになったのは、送粉者の送粉成功の率は、訪花頻度よりも重要であるということである。もし多くの花粉を運搬できなかったり、もし多くの異なった植物種の花を渡り歩いたりするならば、頻繁に訪花する動物であっても、送粉者としては劣っている。最も効果的な送粉者は、訪花頻度がより少ないかもしれない。送粉シンドロームの概念に批判的な研究のあるものは、実際の花粉媒介ではなく訪花頻度の計測によって行われている。
オオバコ科イワブクロ属植物49種の花の形質と訪花を解析した研究では、鳥媒の植物種とハチ媒の植物種は明確に分けられたが、ハチの種類で訪花を分けるのは容易ではなかった。「タスマニア島において送粉シンドロームで送粉者を推定することは有効でなかった」という研究もある。しかしながら、 Fensterらは、通常の変異の範囲を超えて花を改変した研究および近縁植物種と異なる送粉者と関連付けて比較した研究から、「花の形質に対して異なる選択圧を与える機能集団についての圧倒的な証拠」があると結論している。

## 引用文献
以下は英語版の引用文献"references"であり、日本語化の際には必ずしも参照していない。
1. ↑  Fægri, Knut; L. van der Pijl (1979). The principles of pollination ecology. 3rd ed. Oxford: Pergamon Press
2. ↑  Proctor M , P. Yeo, and A. Lack (1996). The natural history of pollination. HarperCollins, London
3. 1 2 3 4 5 6 7  Fenster, CB, WS Armbruster, P Wilson, MR Dudash, and JD Thomson (2004). “Pollination syndromes and floral specialization”. Annual Review of Ecology and Systematics 35:  375–403. doi:10.1146/annurev.ecolsys.34.011802.132347.
4. ↑  Oliveira PE, PE Gibbs, and AA Barbosa (2004). “Moth pollination of woody species in the Cerrados of Central Brazil: a case of so much owed to so few?”. Plant Systematics and Evolution 245 (1-2):  41–54. doi:10.1007/s00606-003-0120-0.
5. ↑  Tan, KH and R Nishida (2000). “Mutual reproductive benefits between a wild orchid, Bulbophyllum patens, and Bactrocera fruit flies via a floral synomone.”. Journal of Chemical Ecology 26:  533–546. doi:10.1023/A:1005477926244.
6. ↑  Tan, KH, LT Tan and R Nishida (2006). “Floral phenylpropanoid cocktail and architecture of Bulbophyllum vinaceum orchid in attracting fruit flies for pollination.”. Journal of Chemical Ecology 32:  2429–2441. doi:10.1007/s10886-006-9154-4.
7. ↑  Kastinger C, and A Weber (2001). “Bee-flies (Bombylius spp., Bombyliidae, Diptera) and the pollination of flowers”. Flora 196 (1):  3–25.
8. 1 2  Jones, GD and SD Jones (2001). “The uses of pollen and its implication for Entomology”. Neotropical Entomology 30 (3):  314–349. doi:10.1590/S1519-566X2001000300001.
9. 1 2  Gullan, PJ and PS Cranston (2005). The Insects: An Outline of Entomology. Blackwell Publishing Ltd. p. 282 (ISBN 1-4051-1113-5)
10. ↑  Larson BMH, PG Kevan, and DW Inouye (2001). “Flies and flowers: taxonomic diversity of anthophiles and pollinators”. Canadian Entomologist 133 (4):  439–465.
11. 1 2  Lotz, CN and JE Schondube (2006). “Sugar Preferences in Nectar- and Fruit-Eating Birds: Behavioral Patterns and Physiological Causes”. Biotropica 38 (1):  3–15.
12. 1 2  Von Helversen D, MW Holderied, and O Von Helversen (2003). “Echoes of bat-pollinated bell-shaped flowers: conspicuous for nectar-feeding bats?” (abstract page). Journal of Experimental Biology 206 (6):  1025–1034. doi:10.1242/jeb.00203. PMID 12582145.
13. ↑  Pettersson S, F Ervik, and JT Knudsen (2004). “Floral scent of bat-pollinated species: West Africa vs. the New World”. Biological Journal of the Linnean Society 82 (2):  161–168. doi:10.1111/j.1095-8312.2004.00317.x.
14. ↑  Stroo, A. (2000). “Pollen morphological evolution in bat pollinated plants”. Plant Systematics and Evolution 222 (1-4):  225–242. doi:10.1007/BF00984104.
15. ↑  Buchmann, SL. (1987). “The ecology of oil flowers and their bees”. Annual Review of Ecology and Systematics 18:  343–70. doi:10.1146/annurev.es.18.110187.002015.
16. ↑  Fulton M and  Hodges SA (1999). “Floral isolation between Aquilegia formosa and A. pubescens.”. Proceedings of the Royal Society of London, Series B 266:  2247–2252. doi:10.1098/rspb.1999.0915.
17. ↑  Hodges SA, JB Whittall, M Fulton, and JY Yang (2002). “Genetics of floral traits influencing reproductive isolation between Aquilegia formosa and A. pubescens”. American Naturalist 159:  S51–S60. doi:10.1086/338372.
18. ↑  Gegear, RJ and TM Laverty (2005). “Flower constancy in bumblebees: a test of the trait variability hypothesis”. Animal Behaviour 69 (4):  939–949. doi:10.1016/j.anbehav.2004.06.029.
19. ↑  Pettersson MW (1991). “Pollination by a guild of fluctuating moth populations: option for unspecialization in Silene vulgaris”. Journal of Ecology 79:  591–604. doi:10.2307/2260655.
20. ↑  Herrera, CM (1996). "Floral traits and adaptation to insect pollinators: a devil's advocate approach". In DG Lloyd & SCH Barrett (ed.). Floral Biology. Chapman & Hall, New York. pp. 65–87.
21. ↑  Waser, NM, L Chittka, MV Price, NM Williams and J. Ollerton (1996). “Generalization in pollination systems, and why it matters”. Ecology 77:  1043–1060. doi:10.2307/2265575.
22. ↑  Wilson, P, M Castellanos, JN Hogue, JD Thomson and WS Armbruster (2004). “A multivariate search for pollination syndromes among penstemons.”. Oikos 104 (2):  345–361. doi:10.1111/j.0030-1299.2004.12819.x.
23. ↑  Hingston, AB and PB Mcquillan (2000). “Are pollination syndromes useful predictors of floral visitors in Tasmania?”. Australian Journal of Ecology 25 (6):  600–609. doi:10.1046/j.1442-9993.2000.01059.x.

## 参考資料
和書・日本語サイト
- 福原達人『植物形態学』2005年。2009-01-28閲覧。
- 日本花粉学会編『花粉学事典（初版）』朝倉書店、1994年。
- 田中肇『花に秘められたなぞを解くために』農村文化社、1993年。ISBN 4931205151。
- 中山剛 BotanyWEB、筑波大学・生物学類。2009-01-28閲覧。

## 関連記事
- 花 / 受粉
- 送粉者 / 花粉食動物 / 蜜食動物
- 虫媒花 / 風媒花

## 読書案内
- 日本生物科学者協会編集「特集：送粉生態学の最前線 - 花と昆虫の関係をさぐる」『生物科学』Volume 60 Number 3（2009年4月号）2009年、農山漁村文化協会。